# Карпинело дел Монте (Матера)
Карпинело дел Монте (итал. Carpinello del Monte) је насеље у Италији у округу Матера, региону Базиликата.
Према процени из 2011. у насељу је живело 27 становника. Насеље се налази на надморској висини од 245 м.